# Kaisheim
Kaisheim – gmina targowa w Niemczech, w kraju związkowym Bawaria, w rejencji Szwabia, w regionie Augsburg, w powiecie Donau-Ries. Leży około 5 km na północ od Donauwörth, przy drodze B2.

## Dzielnice
W skład gminy wchodzą następujące dzielnice:
Altisheim, Bergstetten, Gunzenheim, Hafenreut, Kaisheim, Leitheim, Sulzdorf.

## Współpraca
Miejscowość partnerska:
- Stams, Austria

## Demografia
| Rok  | Liczba mieszk. |
| ---- | -------------- |
| 1970 | 2 657          |
| 1987 | 3 378          |
| 2000 | 4 144          |

## Polityka
Wójtem gminy jest Franz Oppel z CSU, rada gminy składa się z 16 osób.
|      | CSU | SPD | FW/PWG | Zieloni | Razem |
| 2008 | 7   | 3   | 4      | 2       | 16    |
| 2002 | 8   | 4   | 3      | 1       | 16    |